# Adelsaufhebungsgesetz
Das Adelsaufhebungsgesetz regelt die nach dem Zerfall Österreich-Ungarns beim Übergang zur republikanischen Staatsform erfolgte Abschaffung des Adels. Es wurde am 3. April 1919 vom Parlament des neuentstandenen Staates Deutschösterreich, der Konstituierenden Nationalversammlung, beschlossen und trat am 10. April 1919 in Kraft. Am selben Tag trat das Gesetz betreffend die Landesverweisung und die Übernahme des Vermögens des Hauses Habsburg-Lothringen in Kraft. Heute gelten beide Gesetze in Österreich als Verfassungsgesetze.

## Adelsaufhebungsgesetz
Mit dem Gesetz über die Aufhebung des Adels, der weltlichen Ritter- und Damenorden und gewisser Titel und Würden wurden der Adel, seine äußeren Ehrenvorzüge sowie bloß zur Auszeichnung verliehene, mit einer amtlichen Stellung, dem Beruf oder einer wissenschaftlichen oder künstlerischen Befähigung nicht im Zusammenhang stehende Titel und Würden und die damit verbundenen Ehrenvorzüge österreichischer Staatsbürger mit Wirkung vom 10. April 1919 aufgehoben. Der Beschluss erfolgte in Anwesenheit von mehr als der Hälfte der Mitglieder der Konstituierenden Nationalversammlung und war einstimmig. Das Adelsaufhebungsgesetz gilt gemäß Artikel 149 Absatz 1 des Bundes-Verfassungsgesetzes (B-VG) als Verfassungsgesetz.

## Vollzugsanweisung
Aufgrund der Erlassung des Adelsaufhebungsgesetzes erging die einfachgesetzliche näher definierende Vollzugsanweisung des Staatsamtes für Inneres und Unterricht und des Staatsamtes für Justiz, im Einvernehmen mit den beteiligten Staatsämtern vom 18. April 1919, über die Aufhebung des Adels und gewisser Titel und Würden (StGBl 237/1919), heute auch als Durchführung des Adelsaufhebungsgesetzes benannt.
Gemäß § 2 der Vollzugsanweisung sind durch § 1 Adelsaufhebungsgesetz, geltend für alle österreichischen Staatsbürger sowie für alle Personen, die dem österreichischen internationalen Privatrecht unterliegen, aufgehoben:
1. das Recht zur Führung des Adelszeichens „von“
2. das Recht zur Führung von Prädikaten, zu welchen neben den zugestandenen die Familien unterscheidenden Adelsprädikaten im engeren Sinne auch das Ehrenwort Edler sowie die Prädikate Erlaucht, Durchlaucht und Hoheit gezählt wurden;
3. das Recht zur Führung hergebrachter Wappennamen und adeliger Beinamen;
4. das Recht zur Führung der adeligen Standesbezeichnungen, wie z. B. Ritter, Freiherr, Graf und Fürst, dann des Würdetitels Herzog sowie anderer einschlägiger in- und ausländischer Standesbezeichnungen;
5. das Recht zur Führung von Familienwappen, insbesondere auch der fälschlich „bürgerlich“ genannten Wappen, sowie das Recht zur Führung gewisser ausländischer, an sich nicht immer mit einem Adelsvorzuge verbundener Titel, wie z. B. Conte, Conte Palatino, Marchese, Marchio Romanus, Comes Romanus, Baro Romanus etc., selbst wenn es nichtadeligen Familien zukam.

Auf Grund des § 4 Adelsaufhebungsgesetz wurden mit § 3 der Vollzugsanweisung folgende Titel und Würden als aufgehoben erklärt:
- Die Würde eines Geheimen Rates,
- der Titel und die Vorrechte einer Geheimen Ratsfrau,
- die Würde eines Kämmerers und eines Truchsessen,
- die Würde einer Palastdame,
- die Anredeform „Exzellenz“,
- der Titel eines kaiserlichen Rates,
- ferner alle mit nicht mehr bestehenden Hof-, Lehens- und landesständischen Einrichtungen verbunden gewesenen Titel, insbesondere die Titel der Landeserbämter und der Landeserzämter,
- die sonstigen Würdelehenstitel und
- die aus der Verbindung mit den vorangesetzten Worten „Hof“, „Kammer“ oder „Hof- und Kammer“ gebildeten, nicht mit einer amtlichen Stellung im Zusammenhang stehenden Titel.

Gemäß § 4 der Vollzugsanweisung fallen nicht unter die aufgehobenen Titel die den öffentlichen Angestellten verliehenen staatlichen Amtstitel, insbesondere nicht die den Staatsangestellten verliehenen Titel höherer Rangsklassen, sowie die Titel der V. und VI. Rangsklasse (Hofrat, Regierungsrat; vgl. dazu analog Berufstitel nach Berufsgruppen), bei Professoren der Hoch- und Mittelschulen oder bei Beamten der Handels- und Gewerbekammern und dergleichen.

## Verwaltungsstrafbarkeit
Übertretungen nach diesem Gesetz sind Verwaltungsübertretungen. Strafbar ist nach den Ausführungen des § 5 der Vollzugsanweisung die Führung von Adelsbezeichnungen sowie von aufgehobenen Titeln und Würden im öffentlichen Verkehr, das heißt im Verkehr mit Behörden und öffentlichen Stellen, sowie in an die Öffentlichkeit gerichteten Mitteilungen und Äußerungen. Ebenfalls mit Verwaltungsstrafe bedroht ist die Führung im amtlichen Schriftverkehr, im rein gesellschaftlichen Verkehr und der Gebrauch von Kennzeichen, die einen Hinweis auf den früheren Adel oder auf aufgehobene Titel oder Würden enthalten, sofern darin eine dauernde oder herausfordernde Missachtung der Bestimmungen des Gesetzes zu erblicken ist.
Die Verwendung von Gegenständen, die mit dem Adel, einem aufgehobenen Titel oder einer solchen Würde bereits versehen sind, ist jedoch nicht als strafbare Führung solcher Bezeichnungen anzusehen.
Im Gegensatz zu Deutschland wurden die ehemaligen Adelsbezeichnungen nicht zu Bestandteilen des Namens. Dies betrifft alle Staatsbürger der Republik Österreich und gilt auch für ausländische Titel. Bei Mehrfachstaatsbürgerschaften ist zur Beurteilung das (stärkere) Heimatrecht anzuwenden.
Der Wortlaut des Adelsaufhebungsgesetzes sieht vor, dass Übertretungen von den Behörden Geldstrafen bis zu 20.000 Kronen oder Arrest (heute: Freiheitsstrafe) bis zu sechs Monaten verhängen zu lassen. Da das Adelsaufhebungsgesetz im Verfassungsrang steht, ist es insbesondere durch die Gesetze zur Einführung des Schillings und die Vorschriften zur Anpassung von Geldstrafen, wie den Verwaltungsstraferhöhungsgesetzen BGBl. Nr. 365/1927 und BGBl. Nr. 50/1948, nicht geändert worden. Die Strafandrohung von 20.000 Kronen wird in § 5 der Vollzugsanweisung zum Adelsaufhebungsgesetz wiederholt; bis zum Jahr 2019 war die Rechtsmeinung verbreitet, dass die dort enthaltene Strafandrohung durch das Verwaltungsstraferhöhungsgesetz auf 4.000 Schilling (was nach unmittelbar anwendbarem Europarecht rund 290,69 Euro entspricht) festgesetzt wurde. Dieser Wortlaut wurde damals auch im Rechtsinformationssystem des Bundes so angegeben. Diese Rechtsmeinung wurde vom Verfassungsgerichtshof durch Erkenntnis vom 9. Oktober 2019 – in Bestätigung der Rechtsmeinung des Verwaltungsgerichts Wien – verworfen: Da der in der Vollzugsanweisung zum Adelsaufhebungsgesetz wiederholten Strafandrohung „keine selbstständige normative Bedeutung zukommt,“ verbleibt es bei dem im Adelsaufhebungsgesetz vorgesehenen Strafrahmen von 20.000 Kronen. Eine Geldstrafe kann daher nicht mehr verhängt werden. Ob eine Arreststrafe noch verhängt werden könnte und welche Höhe möglich wäre, wurde offengelassen.
Ausgang für das Verfahren war die Bestrafung von Karl Habsburg-Lothringen durch den Magistrat der Stadt Wien. Im Beschwerdeverfahren hatte das Verwaltungsgericht Wien unter Aufrechterhaltung des Schuldspruches die Entscheidung über die Strafe ersatzlos aufgehoben. Habsburg-Lothringen erklärte gegenüber den Medien, dass er gegen die Entscheidung des Verwaltungsgerichts Wien weitere Rechtsmittel einlegen würde, da das Adelsaufhebungsgesetz „auf die Müllhalde der Geschichte“ gehöre.

## Gesellschaftliche Praxis
Das Führen im gesellschaftlichen Verkehr, das in den Familien des früheren österreichischen Adels mit einer gewissen Zurückhaltung gehandhabt wird, aber nicht unüblich ist, ist laut Vollzugsanweisung dann verboten, wenn darin eine dauernde oder herausfordernde Missachtung des Gesetzes zu sehen ist. Davon nicht betroffen ist jedoch die Anschrift bzw. Anrede einer anderen Person. So schreibt etwa Thomas Schäfer-Elmayer: „Adelsprädikate gibt es nach dem Gesetz nicht mehr. Im täglichen Umgang hört man Adelsprädikate allerdings häufig.“ Dazu heißt es beispielsweise in der protokollarischen Richtlinie der Steiermärkischen Landesregierung: „Die persönliche bzw. schriftliche Anrede eines Gegenübers ist kein Führen in diesem Sinne und somit nicht strafbar. Es obliegt dem Ermessen des Einzelnen, damit umzugehen; umso mehr ist Zurückhaltung von Repräsentanten des öffentlich-politischen Systems geboten.“ Ein deutscher Ratgeber schreibt dazu: „Beim Vorstellen von österreichischen Adeligen, die eigentlich ihren Adelstitel in der Öffentlichkeit nicht führen dürfen, sollte man auch auf die ‚republikanischen Empfindungen‘ anderer Anwesender Rücksicht nehmen.“
Zu den gesellschaftlichen Auswirkungen für die Betroffenen schrieb der Historiker Roman Sandgruber: „Der Verlust der Adelsprivilegien war schmerzlich, allerdings wohl mehr für den Briefadel, dem damit das wichtigste geraubt war, als für den Hochadel, dem die Zeichen des Adels, Schlösser und Wälder und das über Jahrhunderte aufgebaute adelige Image nicht weggenommen werden konnten.“
Da nach dem Wortlaut des Gesetzes nur den betreffenden Personen selbst das Führen eines Adelstitels untersagt ist, die Erwähnung von Adelsbezeichnungen durch Dritte jedoch nicht, finden sich beispielsweise in Todesanzeigen oder auf Grabsteinen gelegentlich noch immer die eigentlich abgeschafften Titulaturen.

## Geltungsbereich
Das Adelsaufhebungsgesetz entfaltet seine Rechtswirkung auf alle österreichischen Staatsbürger bzw. auf alle Personen mit österreichischem Personalstatut nach dem internationalen Privatrecht (IPR).

### Ausnahme Burgenland
Wenngleich das Adelsaufhebungsgesetz heute für das gesamte Bundesgebiet gilt, wurde es 1922 im Burgenland anlässlich dessen Anschlusses an Österreich nicht unter den Verfassungsgesetzen aufgezählt, die im Burgenland in Kraft gesetzt wurden, ebenso wie der die Konfiskation der Familienfonds (Stiftungen) der Habsburger betreffende II. Teil des Habsburger-Gesetzes. Die verfassungsrechtliche Einführung dieser beiden Verfassungsgesetze ist erst am 1. Jänner 2008 erfolgt. Mit diesem Datum wurden das Adelsaufhebungsgesetz und der 2. Teil des Habsburger-Gesetzes auch im Burgenland eingeführt. 

### 1934 bis 1938
Im austrofaschistischen Ständestaat wurde unter Bundeskanzler Engelbert Dollfuß das Adelsaufhebungsgesetz (ohne es expressis verbis zu nennen) wie das Habsburgergesetz in § 56 Abs. 4 Verfassungsübergangsgesetz 1934 vom 19. Juni 1934 in den Rang eines einfachen Bundesgesetzes heruntergestuft. Spätestens seit 1945 steht das Adelsaufhebungsgesetz neuerlich in Verfassungsrang.

### 1938 bis 1945
Während der nationalsozialistischen Diktatur 1938–1945 änderte sich an den Namen mit den Namensbestandteilen der österreichischen (nunmehr) Reichsdeutschen nichts:

„Der einmal verlorene Adelstitel lebte durch den Erwerb der deutschen Staatsbürgerschaft im Jahre 1938 (Gesetzblatt für das Land Österreich, Jahrgang 1938, Nr. 236) nicht wieder auf; damit war eine Änderung des bürgerlichen Namens nicht verbunden.“

## Initiative zur Novellierung
Im April 2015 stellten die Grünen unter Federführung von Daniela Musiol einen Entschließungsantrag im Nationalrat, um das Adelsaufhebungsgesetz, insbesondere in Hinsicht auf seine Strafbestimmungen, an die heutigen Gegebenheiten anzupassen. Gefordert wurden höhere Geldstrafen für das verbotene Führen von Adelstiteln. Von den Regierungsparteien SPÖ und ÖVP wurde dem Antrag Unterstützung zugesagt, von Seiten der NEOS wurde eine grundsätzliche Überprüfung der Intention des Gesetzes gefordert. Der Antrag wurde jedoch nicht beschlossen. Ein ähnlicher Antrag der grünen Abgeordneten Sigrid Maurer im Jahr 2017 wurde im dafür zuständigen Verfassungsausschuss des Nationalrates auf unbestimmte Zeit vertagt.
Im Zusammenhang mit Maurers Antrag schrieb der Journalist Hans Rauscher ironisch über den „mutigen Einsatz gegen eines der brennendsten Probleme unserer Zeit“ und bezeichnete die Initiative als „Wiederbelebung einer 100 Jahre alten Adelsphobie“.

## Anwendung auf ausländische Adelsprädikate österreichischer Staatsbürger
Im Jahr 1952 entschied der Oberste Gerichtshof, dass die österreichische Ehefrau eines deutschen Staatsbürgers mit Adelsprädikat, die die österreichische Staatsbürgerschaft beibehalten hat, die nach der Weimarer Verfassung einen Bestandteil des Namens bildende Adelsbezeichnung des Ehemannes führen kann. Andererseits hat der Verfassungsgerichtshof 2003 entschieden, dass eine Österreicherin, die sich in Deutschland von einem Adeligen adoptieren lässt, Adelsbezeichnungen nicht führen darf. Die in einem ähnlichen Fall vom Verwaltungsgerichtshof an den Europäischen Gerichtshof herangetragene Frage, ob damit EU-Recht verletzt werde, wurde von diesem 2010 zugunsten der österreichischen Rechtsauffassung, den Namensbestandteil Fürstin von nicht anzuerkennen, entschieden.

## Künstlernamen
Von verschiedenen österreichischen Künstlern wird bis heute das Adelsprädikat von im Namen in der Öffentlichkeit geführt. Inwieweit die Verwendung solcher Künstlernamen, deren Verwendung in Österreich nicht gesetzlich geregelt ist, unter dem Gesichtspunkt der Kunstfreiheit dem Adelsaufhebungsgesetz widerspricht, wurde bis jetzt keiner behördlichen oder gerichtlichen Klärung zugeführt. Das Bundesministerium für Justiz vertritt die Ansicht, dass nach den konkreten Umständen des Einzelfalls zu beurteilen ist, ob die Führung eines (nicht fiktiven) Adelstitels als Künstler- bzw. Decknamen den Straftatbestand nach dem Adelsaufhebungsgesetz im Hinblick auf eine dauernde oder herausfordernde Missachtung der Bestimmungen dieses Gesetzes erfüllt.

## Ähnliche Regelungen in anderen Nachfolgestaaten der Monarchie
In den Monarchien Ungarn (mit kurzer republikanischer Unterbrechung), Rumänien, Staat der Serben, Kroaten und Slowenen und Italien bestand klarerweise kein Bedarf nach neuen adelsrechtlichen Regelungen, was zum Beispiel in Südtirol und im Trentino dazu führte, dass für die Einwohner die österreichischen Adelstitel Bestand hatten. 
In der Tschechoslowakischen Republik, wo sehr viele adelige Familien der ehemaligen Habsburgermonarchie wohnten oder Güter besaßen, wurden Adel und Adelstitel mit Gesetz vom 10. Dezember 1918 aufgehoben. Auf den Adel hinweisende Namenszusätze und Ehrenworte wurden verboten.
In Polen war der Adel 1921–1935 aufgehoben.